# هل يمكنني الحصول على شاهد ؟ إنجيل جيمس بالدوين
هل يمكنني الحصول على شاهد؟ إنجيل جيمس بالدوين هو تكريم مسرحي موسيقي في عام 2016 للكاتب جيمس بالدوين أنشأه الموسيقي ميشيل نديجوسيلو، وقد ظهر لأول مرة في ديسمبر 2016 على مسرح هارلم في هارلم، نيويورك.
كان العرض الأول في العالم لعام 2016 من إخراج شارلوت براتوايت.

## ملخص
القطعة مستوحاة من كتاب جيمس بالدوين النار في المرة القادمة ويقدمها كخدمة كنسية.

## روابط خارجية
- Charlottebrathwaite.com - Can I Get a Witness?
- The Harlem Times article